# 太田一吉
太田 一吉（おおた かずよし）は、安土桃山時代の武将、大名。豊後臼杵城主。諱は複数伝わるが、『寛政重修諸家譜』では宗隆（むねたか）。通称は小源五、飛騨守、剃髪して宗善（そうぜん）と号した。

## 経歴
『寛永系図』の家伝によると、先祖が美濃国太田村を領したことにより太田氏を称したという。本姓は菅原氏。父の宗清は織田信秀に仕えた。
はじめ丹羽長秀に仕えたが、天正13年（1585年）の長秀の死後の丹羽家減封により、羽柴秀吉（豊臣秀吉）に仕え、美濃国内で1万石を領した。天正15年（1587年）の九州の役、天正18年（1590年）の小田原の役に従軍し、後者では第六陣（越前衆）で300騎（または200）を率いた。
文禄元年（1592年）の文禄の役では120人を率いて出征。軍目付の一人だった。6月、加須屋真雄・新庄直忠と共に占領地で離散した朝鮮住民に帰還を促す訓令を発した。10月、晋州城の戦いに参加。
同役での失態により大友吉統が改易されたので、文禄2年（1593年）閏9月、豊後国大野郡で5万3,200石を加増され、併せて6万5,000石となり、豊後臼杵城主とされた。なお、他に豊臣直轄領10万石の代官であった。
この過分の出世は、石田三成と親しく、その引き立てあったためといわれている。
文禄3年（1594年）、伏見城普請を分担。
慶長2年（1597年）の慶長の役では小早川秀秋の目付として釜山浦城に配置された後、南原城の戦いに参加。蔚山城の戦いでは加藤清正・浅野幸長らと協力して籠城戦で奮戦し、12月22日、数か所の矢傷を受けながらも軍功を挙げた。
慶長3年（1598年）の秀吉の死に際して遺物として真盛の脇差を賜る。福原長堯や熊谷直盛らと文治派に与したが、蔚山城の戦いの追撃戦において加藤清正ら武断派との間で揉め事があり、慶長4年（1599年）5月、目付の一部と武断派の訴えにより、私曲を理由に蟄居処分となった。
慶長5年（1600年）4月、ウィリアム・アダムスらの乗ったオランダ船リーフデ号が所領内の臼杵湾黒島に漂着したので、これを救助して長崎奉行に報告し、船を大坂へ回航させた。このとき船員から木造のエラスムス立像（国指定重要文化財）を贈られている。

同年9月の関ヶ原の戦いでは西軍に与し、近江瀬田橋を警固した。豐後臼杵にいた子の一成（隆満）は、長岡忠興の家老松井康之の守る杵築城の攻撃を命じられ、廃城になっていた深江城を修復したが、松井の反撃にあって撃退された。一吉は、9月15日に本戦で西軍が敗れても抵抗を止めず、国許に帰還して臼杵城に立て籠もった。他方、西軍から東軍に寝返った豊後竹田の中川秀成は、黒田如水に西軍の大友義統に与しているという嫌疑をかけらたので、これを晴らすために加藤清正に誓書と人質として同族寺井小七郎を送ると、9月28日、臼杵の一吉を攻撃することにした。
一吉は籠城して中川勢に抵抗したが、予てより親交があり、敗戦のときいはお互いに救助に尽力すると約束していた黒田如水の仲介に応じて、10月4日に城を退去して降伏した。同じく抗戦を続けていた西軍の薩摩の島津忠恒は、10月8日に野村信綱を臼杵に援軍に差し向けたが、間に合わなかった。
如水の尽力によって失領だけで死刑を免れ、その後は剃髪して宗善と号して京都に隠棲した。元和3年（1617年）に病死した。